# بريت كلارك
بريت كلارك (بالإنجليزية: Bret Clark)‏ هو لاعب كرة قدم أمريكية أمريكي، ولد في 24 فبراير 1961 في نبراسكا سيتي في الولايات المتحدة.

## وصلات خارجية
- بريت كلارك على موقع مرجع كرة القدم المحترفة.كوم (الإنجليزية)